# الدوري البرازيلي الدرجة الأولى 1970
الدوري البرازيلي الدرجة الأولى 1970 هو الموسم 4 من  الدوري البرازيلي الدرجة الأولى. أقيم خلال الفترة 20 سبتمبر 1970 وحتى 20 ديسمبر 1970، وأشرف على تنظيمه Brazilian Sports Confederation ‏، وكان عدد الأندية المشاركة فيه  17، وفاز فيه نادي فلومينينسي.